# 16-й км (посёлок)
16-й км — упразднённый посёлок в Магдагачинском районе Амурской области России. Входил в городское поселение рабочий посёлок (пгт) Сиваки. Исключен из учётных данных в 2022 году.

## География
Расположен в 16 км к северо-востоку от центра городского поселения, посёлка городского типа Сиваки, в долине реки Сиваки (правый приток Тыгды, бассейн Зеи).
Федеральная трасса Чита — Хабаровск проходит примерно на равном расстоянии между посёлком 16-й км и пгт Сиваки.

## Население
| 2002 | 2010 | 2012 | 2013 | 2014 | 2015 | 2016 |
| ---- | ---- | ---- | ---- | ---- | ---- | ---- |
| 0    | →0   | →0   | →0   | →0   | →0   | →0   |
| 2017 | 2018 | 2021 | 2023 |      |      |      |
| →0   | →0   | →0   | →0   |      |      |      |